# 彭县站
彭县站是成汶铁路上的一座铁路车站，位于四川省成都市彭州市天彭街道来寿路，隶属于成都局集团绵阳车务段。车站现仅办理货运业务，不办理客运业务。

## 概况
车站站场呈西东走向，设股道6条（其中正线1股，侧线5股），站房设于线左，有站台1座。车站上下行区间均为单线，区间及站内均未电气化。车站下行咽喉处有四川石化专用铁路接轨。
车站附近曾有窄轨地方铁路同名车站（彭白铁路，该铁路现已废弃拆除），故而又称彭县大火车站。

## 图片

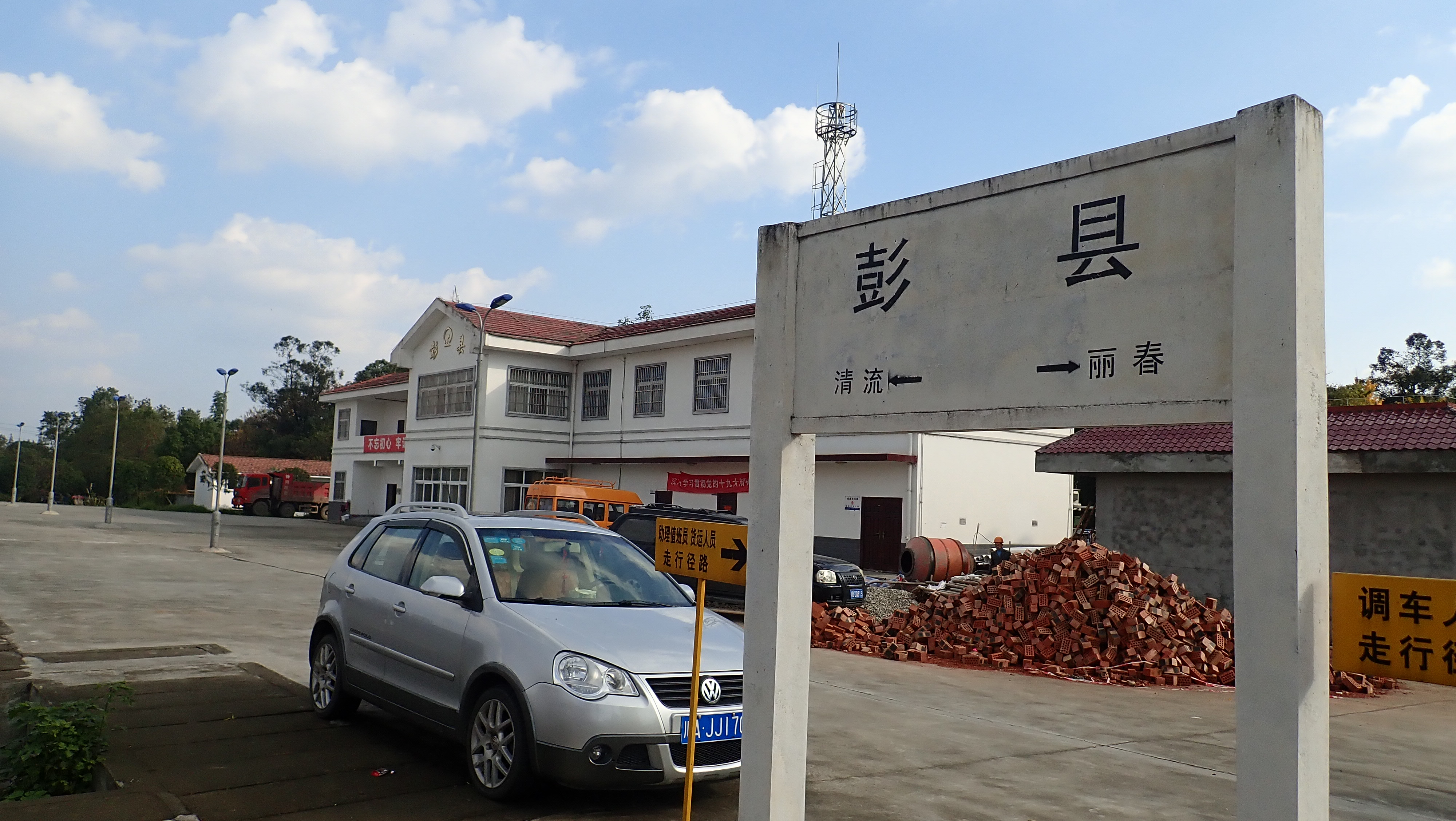
2018年，车站站牌
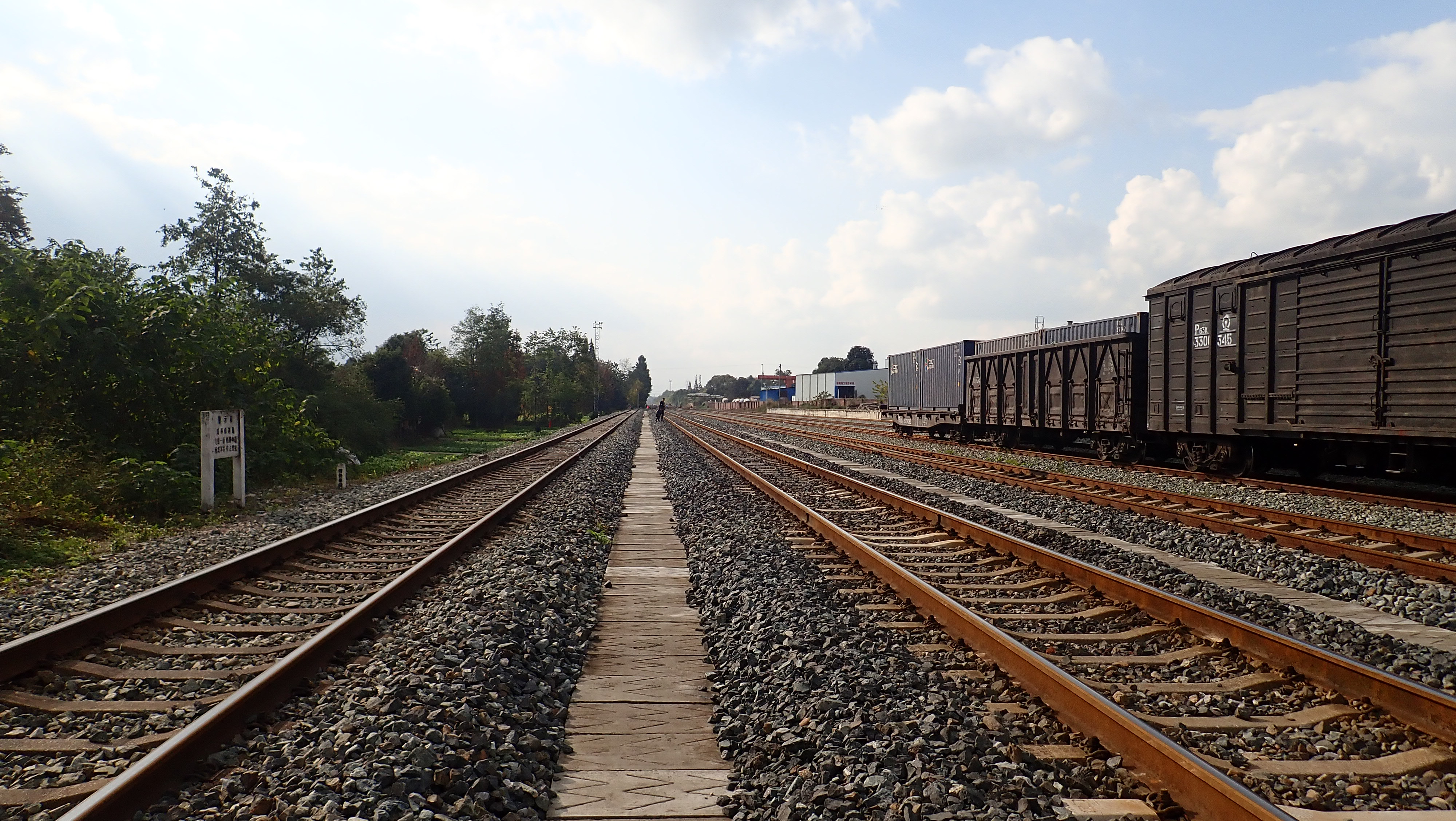
2018年，车站站场西望
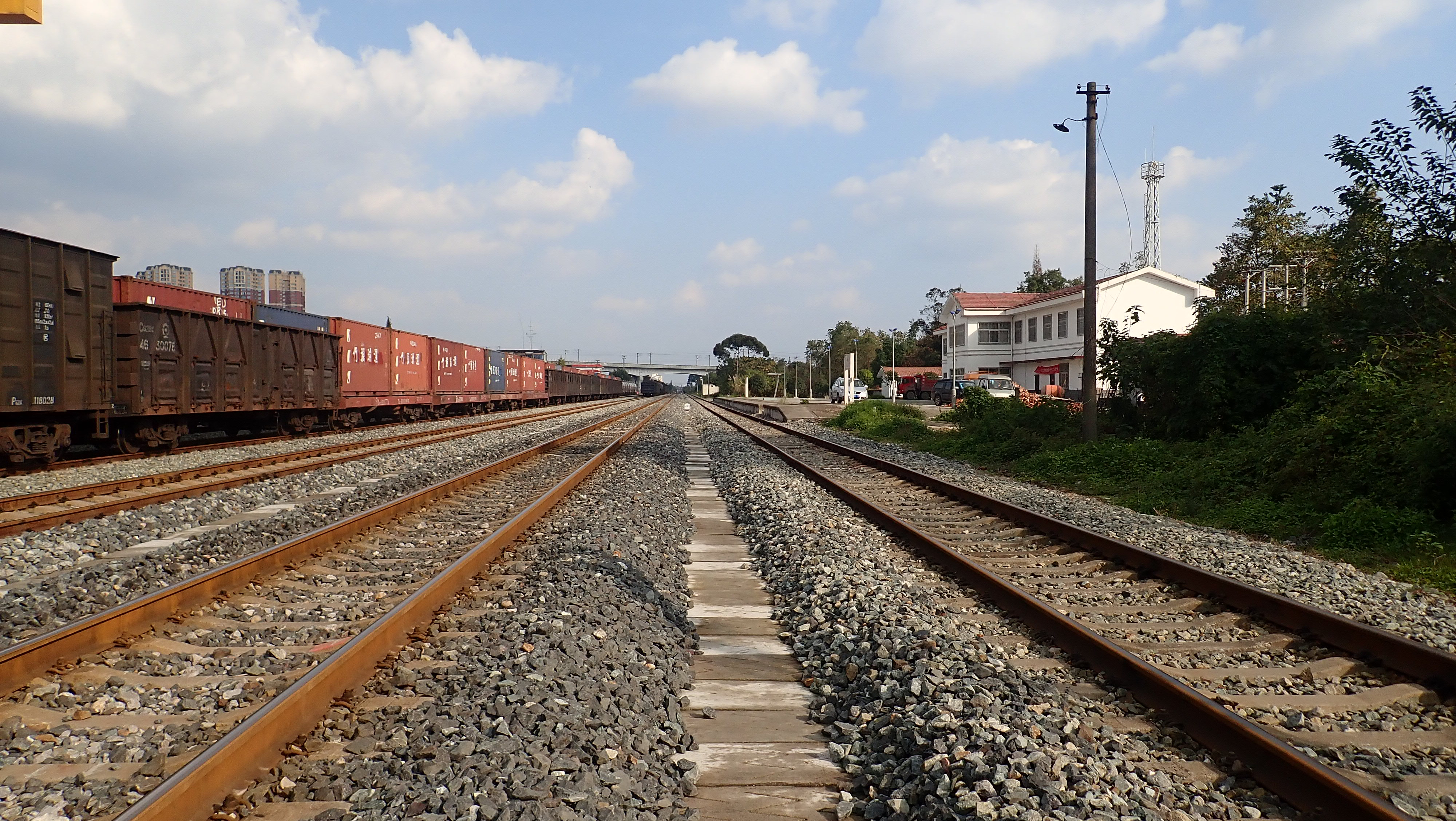
2018年，车站站场东望